# Bryconaethiops
Bryconaethiops es un  género de peces de la familia Alestidae y de la orden de los Characiformes.

## Especies
Actualmente hay cinco especies reconocidas en este género:
- Bryconaethiops boulengeri (Pellegrin, 1900)
- Bryconaethiops macrops (Boulenger, 1920)
- Bryconaethiops microstoma (Günther, 1873)
- Bryconaethiops quinquesquamae (Teugels & Thys van den Audenaerde, 1990)
- Bryconaethiops yseuxi (Boulenger, 1899)